# Exils (film, 1966)
Pour les articles homonymes, voir Exils.
Pour plus de détails, voir Fiche technique et Distribution.
Exils est un court métrage français réalisé en 1966 par Marc Scialom et sorti en 1972.

## Synopsis
Le voyage imaginaire de Dante en enfer, au purgatoire et au Paradis.

## Fiche technique
- Titre : Exils
- Réalisation : Marc Scialom
- Scénario : Marc Scialom, d'après la Divine Comédie de Dante
- Production : Argos Films
- Pays d'origine :  France
- Durée : 17 minutes
- Dates de sortie : 
  - 1972 (présentation à la Biennale de Venise)
  - France : 2008

## Distinctions
- 1972 : Lion d'argent à la Biennale de Venise[1]